# مالانژه، آنگولا
مالانژه (به انگلیسی: Malanje (Malange)) شهری در استان مالانژه واقع در کشور آنگولا است که در سال ۲۰۰۹ میلادی ۱۵۶٬۸۲۹ نفر جمعیت داشته است.